# La Mort et l'Écuyer du roi
La Mort et l'Écuyer du roi (Death and the King's Horseman) est une tragédie nigériane en cinq actes de Wole Soyinka, prix Nobel de littérature 1986. Créée en 1975, la pièce s'inspire d'un épisode de l'histoire de la colonisation du continent africain par l'Empire britannique et des traditions culturelles et religieuses du peuple yoruba. Peu jouée mais beaucoup étudiée, elle est considérée comme un classique du théâtre nigérian et plus largement comme un monument de la littérature africaine et mondiale. En 2022, la pièce a été adaptée par Biyi Bandele en film, diffusé sur la plateforme Netflix.
Au Nigeria, pendant la Seconde Guerre mondiale, un roi vient de mourir. Selon la tradition yoruba, son chien et son cheval doivent être immolés et son écuyer doit accomplir un suicide rituel afin que tous trois puissent l'accompagner dans l'au-delà. Elesin Oba, l'écuyer du roi, exige dans une dernière danse que lui soit accordé un dernier mariage avec une jeune fille de son choix ; effrayée à l'idée de s'attirer la malédiction d'un futur ancêtre, la communauté se plie à cette exigence. Pendant ces noces funèbres, l'officier britannique local a vent de la cérémonie prochaine alors qu'il reçoit le prince de l'Empire à un bal masqué où lui et son épouse sont affublés de costumes confisqués d'egungun, le culte de la mort. Celle-ci le presse alors d'intervenir afin de sauver Elesin de cette coutume qu'ils jugent barbare. Arrive alors Olunde, fils d'Elesin destiné à devenir le futur écuyer du roi, qui revient d'Europe après des études de médecine et avoir servi au front comme docteur dans l'armée britannique.

## Contexte d'écriture et sources d'inspiration

### Une tragédie historique tirée de faits réels
L'argument de la narration est tirée d'un événement historique qui s'est déroulé dans les années 1940 dans l'ancienne cité yoruba d'Oyo, de l'empire d'Oyo. Le roi d'Oyo ayant trouvé la mort, son écuyer devait se suicider pendant ses funérailles pour l'accompagner dans le monde des ancêtres. Il en fut empêché par l'intervention des forces britanniques coloniales, choquées par ce rite mortel.
Le dramaturge a placé l'histoire qu'il raconte très exactement en 1944, afin de la faire plus clairement coïncider et entrer en résonance avec les grands massacres occidentaux de la Seconde Guerre mondiale qui ont plongé des populations du monde entier dans la destruction.
Une pièce antérieure, intitulée Ọba waja (Le Roi est mort), avait déjà été écrite en yoruba sur le même événement historique par l'auteur nigérian Duro Ladipọ (en) (1931-1978),.

### Une réaction à l'Angleterre post-coloniale

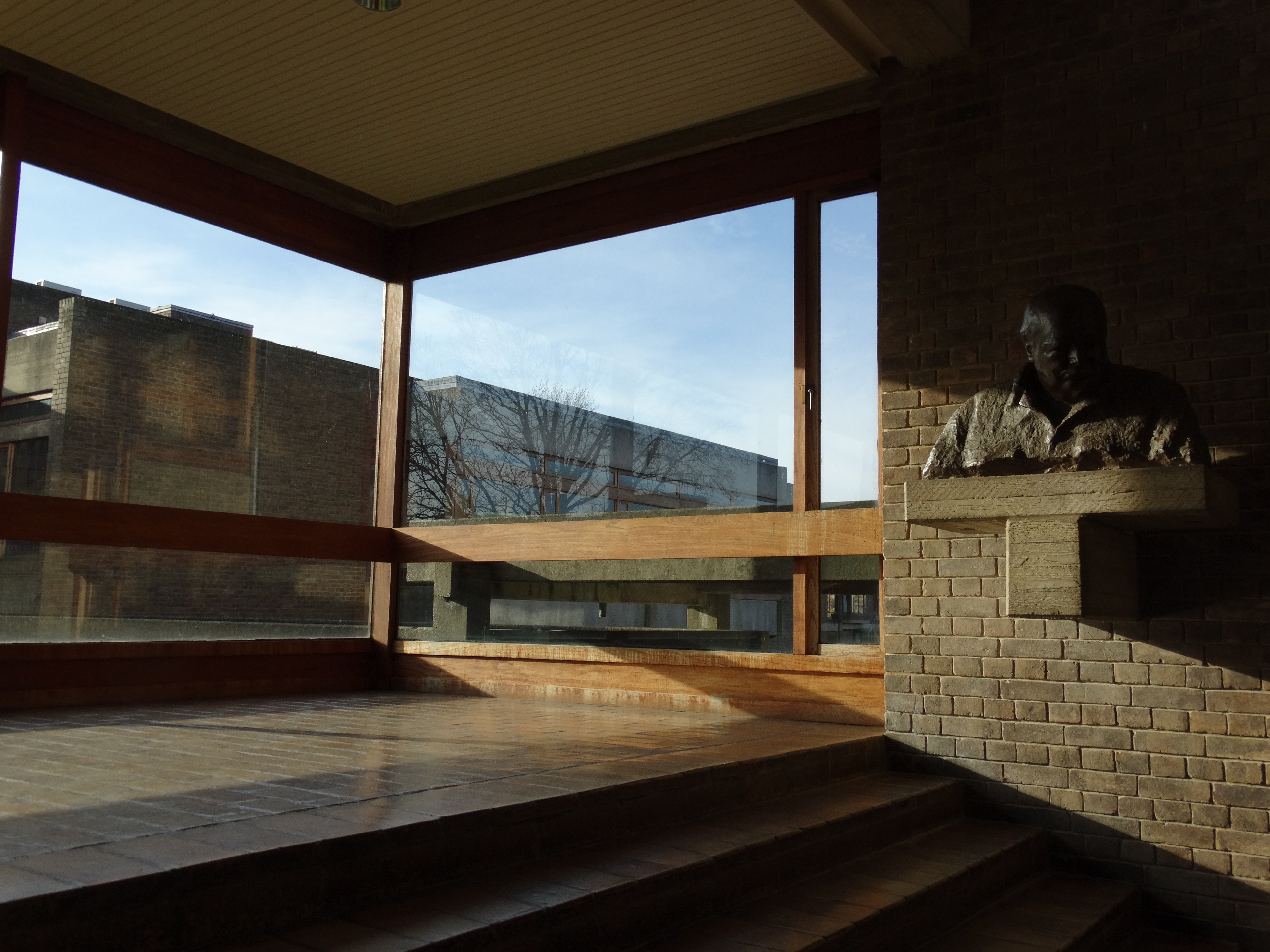
Sortie du réfectoire de Churchill College où trône le buste de Winston Churchill.

La maturation et l'écriture de La Mort et l'Écuyer du roi a eu lieu au début des années 1970 en Angleterre pendant une période d'exil politique du dramaturge. Alors fellow au Churchill College de l'université de Cambridge, Wole Soyinka passe tous les jours, à la sortie du réfectoire, devant l'imposant buste de Winston Churchill, fondateur du campus, mais aussi tête pensante et cheville ouvrière du colonialisme britannique du XXe siècle. Le Nigéria n'a obtenu son indépendance qu'une dizaine d'années auparavant, en 1960, souffre d'une instabilité politique terrible héritée de l'invasion et de la domination coloniales et fait encore partie du Commonwealth. L'écrivain à forte conscience politique confiera plus tard avec malice que, devant ce buste à la gloire de Churchill : « J'étais pris d'un irrésistible désir de le pousser et de le voir s'écraser. » Il se retient, mais de ce sentiment naîtra le déclic qui déclenchera l'écriture de nombreux textes à charge critique de sa plume, dont son chef-d'œuvre La Mort et l'Écuyer du roi.
Ainsi, La Mort et l'Écuyer du roi a été pensée en réponse aux héritiers du colonialisme européen avec à l'esprit un public au moins partiellement occidental. La scène de dialogue entre Olunde et Jane Pilkings, particulièrement, moment pivot dans la seconde moitié de l'acte IV, rend compte de cette volonté d'être compris et entendu au-delà du continent africain, sans que cette veine pédagogique soit une position de service dispensé au public européen : il s'agit de se poser à pied d'égalité comme interlocuteur face aux critiques et aux élites intellectuelles du monde occidental. Cela fait de la pièce un excellent point d'entrée, en plus d'une leçon d'humilité, pour tout spectateur, spectatrice, lectrice ou lecteur occidental, non seulement pour le reste du travail littéraire et dramatique de Wole Soyinka, pensé davantage pour un auditoire et un lectorat africains, mais également toute la littérature et l'« oraliture » nigérianes et voire africaines.

## Personnages
- Le Chanteur de louanges : c'est le griot du royaume, chargé de préserver la mémoire et de chanter les hauts faits du roi et de son écuyer, les deux hommes les plus puissants de la communauté.
- Elesin Oba : l'écuyer du roi, dont Elesin est le titre. C'est le second du royaume qui mène une vie de privilèges en échange de quoi, au décès du roi, il doit se sacrifier dans un suicide rituel afin d'accompagner son maître dans le monde des morts et lui permettre une transition sans encombre parmi les ancêtres déifiés. Elesin Oba est un homme d'âge mûr encore vert, débordant d'énergie et de soif de vivre. Il a pris goût aux honneurs et aux passe-droit dont son statut héréditaire d'Elesin lui a permis de jouir, au point de ne plus respecter les limites de ses sujets à la veille de sa mort. Il passe ainsi de héros aimé et honoré par sa communauté dont il servait les intérêts à despote qui oublie les devoirs qu'impliquent ses privilèges.
- Iyaloja : « Mère » de la place du marché, elle règne sur les femmes qui font la vitalité économique de la communauté yoruba. Gardienne scrupuleuse et sévère des traditions patriarcales de cette société mise en péril par l'invasion britannique, elle veille à ne pas enfreindre les coutumes afin que leur culture ne s'effondre pas. Elle rappelle ainsi sans cesse Elesin Oba à son devoir. Après résistance, c'est elle qui donne son accord au nom de la communauté pour que soit livrée à l'Elesin pour une nuit la jeune fille qui aurait dû être sa bru.
- La mariée : jeune fille promise au fils d'Iyaloja. Rôle passif, muet et sans nom. Ses fiançailles sont brisées et elle est sacrifiée par la communauté à la demande d'Elesin Oba, dont elle devient de force l'épouse d'une nuit pour son bon plaisir despotique.
- Simon Pilkings : District Officer, officier commissionné par le gouvernement colonial de l'Empire britannique. Persuadé de la « mission civilisatrice » des Européens en Afrique, il juge les communautés yorubas sur lesquelles il gouverne à l'aune de son paternalisme et de ses a priori. Il n'hésite pas à aider les colonisés dès qu'ils souhaitent sortir des rouages de leur culture propre, mais ne comprend pas ceux qui la respectent ou souhaitent la conserver. Il se moque des croyances yorubas et des religions en général et ne saisit rien à la portée profanatrice de transformer les attributs des prêtres egungun en déguisements fantaisistes pour le bal mondain qu'il organise en l'honneur de son Prince.
- Jane Pilkings : épouse infantilisée de Simon Pilkings. Pleine de bons sentiments, elle pense bien faire quand elle pousse son mari à l'interventionnisme pour empêcher Elesin d'accomplir le suicide rituel exigé par sa communauté. Sensible aux injustices qui lui sautent aux yeux et l'horrifient dans une culture étrangère, elle est incapable par elle-même de les voir et de se percevoir comme dominée et minorée dans la sienne, en tant que femme et en tant qu'épouse. Néanmoins plus ouverte et compréhensive que son époux, c'est à elle que se confie Olunde à son arrivée.
- Joseph : serviteur domestique des Pilkings, natif du Nigéria et fraîchement converti au christianisme. Il pense cheminer vers le bien et le progrès en s'acculturant aux modes de pensée occidentaux, mais il n'en devient que le valet naïf tout en s'excluant de sa communauté.
- Sergent Amusa : Nigérian de confession musulmane, au service de la police coloniale britannique grâce à laquelle il peut exercer un semblant de pouvoir sur les communautés locales. Celles-ci le traitent comme un traître « qui ne connaît plus sa mère » et il finit moqué, rudoyé et humilié par le groupe des femmes et des filles yoruba parmi lesquelles il fait irruption sous les ordres de l'officier Pilkings pour empêcher Elesin de se donner la mort. Il reste choqué de l'irrespect des Pilkings pour les insignes du culte yoruba de la mort et refuse ostensiblement de les regarder en face dans cet attirail.
- Le Prince : prince de l'Empire britannique, il fait une tournée de son empire colonial, comme démonstration de puissance et de courage, alors même que la guerre fait rage en Europe. C'est en son honneur que se tient le bal masqué organisé par les Pilkings.
- Le Résident : il accompagne le Prince dans son voyage et assure sa sécurité. Pendant le bal masqué, il est juge du concours du meilleur costume que remportent les Pilkings avec leurs authentiques masques egungun volés. À la suite du retour du sergent défait, il sermonne Simon Pilkings pour ne pas parvenir à faire régner l'ordre dans les communautés qu'il a sous sa tutelle en présence du Prince.
- L'Aide-de-camp : militaire qui seconde le Résident dans la tâche d'assurer la sécurité du Prince pendant sa tournée des colonies.
- Olunde : fils aîné d'Elesin Oba, destiné à être le prochain écuyer du roi. Tout jeune, aidé par les Pilkings, il a fui le Nigéria contre la volonté de son père afin de faire des études de médecine en Angleterre. Il revient du front à l'annonce des funérailles prochaines du roi, qu'il sait être l'arrêt de mort de l'Elesin. C'est un jeune homme calme, réservé et réfléchi. Mr Pilkings le décrit comme remarquablement intelligent, Mrs Pilkings comme un être de grande sensibilité. Marqué par l'horreur de la guerre en Europe, il choque et ébranle l'ethnocentrisme de Jane Pilkings en annonçant qu'il ne vient pas sauver son père du suicide forcé, sans lequel la communauté serait conduite à son effondrement spirituel. Il dresse alors des parallèles troublants entre les civilisations patriarcales européennes et d'Afrique de l'Ouest et leurs pratiques respectives du sacrifice humain.
- Les femmes, les jeunes filles, les joueurs de tambour, les danseurs et danseuses du bal masqué : plusieurs groupes qui fonctionnent comme des chœurs classiques de tragédie, mais non sans humour, et qui représentent chacun un aspect des communautés auxquelles ils appartiennent.

## Structure et résumé complet

### Acte I
Un soir, les tambours accompagnent à grand rythme une cérémonie yoruba sur la place centrale du marché en train de fermer boutique. Elesin Oba entre en chantant et dansant suivi de sa suite avec une vitalité communicative. Le Chanteur de louange fait l'éloge de l'Alaafin (le roi yoruba) récemment décédé et de l'Elesin (son écuyer), qui l'a secondé dans tous ses exploits, et il leur prédit une gloire immortelle. La condition de cette gloire est qu'à l'acmé de cette joyeuse cérémonie funéraire, Elesin Oba exécute le suicide rituel auquel son rôle dans la communauté le destine afin qu'il accompagne son roi jusque dans l'au-delà, avec le chien et le cheval du roi également sacrifiés pour accomplir cette fonction psychopompe. Le Chanteur de louanges et Elesin se renvoient l'un l'autre, comme un jeu teinté d'humour, des métaphores poétiques qui expriment la nécessité de l'accomplissement de ce rituel pour la préservation de la communauté et la bonne marche du monde.
Alors que les femmes, menée par la sage Iyaloja, prennent part à la cérémonie, elles demandent à Elesin s'il ne faiblira pas face à l'épreuve. Il se dit résolu et dans des chants lyriques et rythmés s'affirme « maître de son destin ». Puis il se prétend offensé, ce qui inquiète la communauté : il finit par avouer en un rire qu'il joue l'offensé car on ne l'a pas encore vêtu d'un alari (un vêtement tissé aux couleurs vives et richement décoré) afin qu'il accomplisse le rite avec les honneurs qui lui sont dus. Les femmes s'empressent de le revêtir d'un sublime costume honorifique, ceint d'une ceinture de tissu d'un rouge éclatant.
Le regard d'Elesin s'arrête alors sur quelque chose en coulisse qui le captive. C'est une belle jeune fille qui entre en scène. Elesin remercie les dieux d'être encore en vie et loue sa beauté. Prise d'un mauvais pressentiment, Iyaloja, Mère du marché, s'interpose : la fille est fiancée, elle a déjà « un pied dans la demeure de son mari ». Elle rappelle à Elesin ses devoirs et qu'un dernier caprice qui viendrait gâcher la vie et le bonheur des autres laisserait de lui un souvenir de lui amer dans la communauté. Mais l'homme en transe insiste : à mots couverts, il menace la communauté de sa malédiction s'il ne peut pas « voyager léger » vers l'autre monde en ayant donné satisfaction à ses derniers désirs. Iyaloja perd pied et n'ose plus s'opposer, même si la proposition de mariage qu'a accepté la jeune fille est celle de son propre fils absent. Elle ordonne aux femmes de préparer la fille et ses noces forcées avec Elesin Oba, devenu craint comme un dieu dans cet entre-deux rituel qu'est le passage de la vie à la mort. Celui-ci exige enfin qu'Iyaloja édulcore son discours tandis qu'elle lui rappelle encore que bientôt il sera mort.

### Acte II

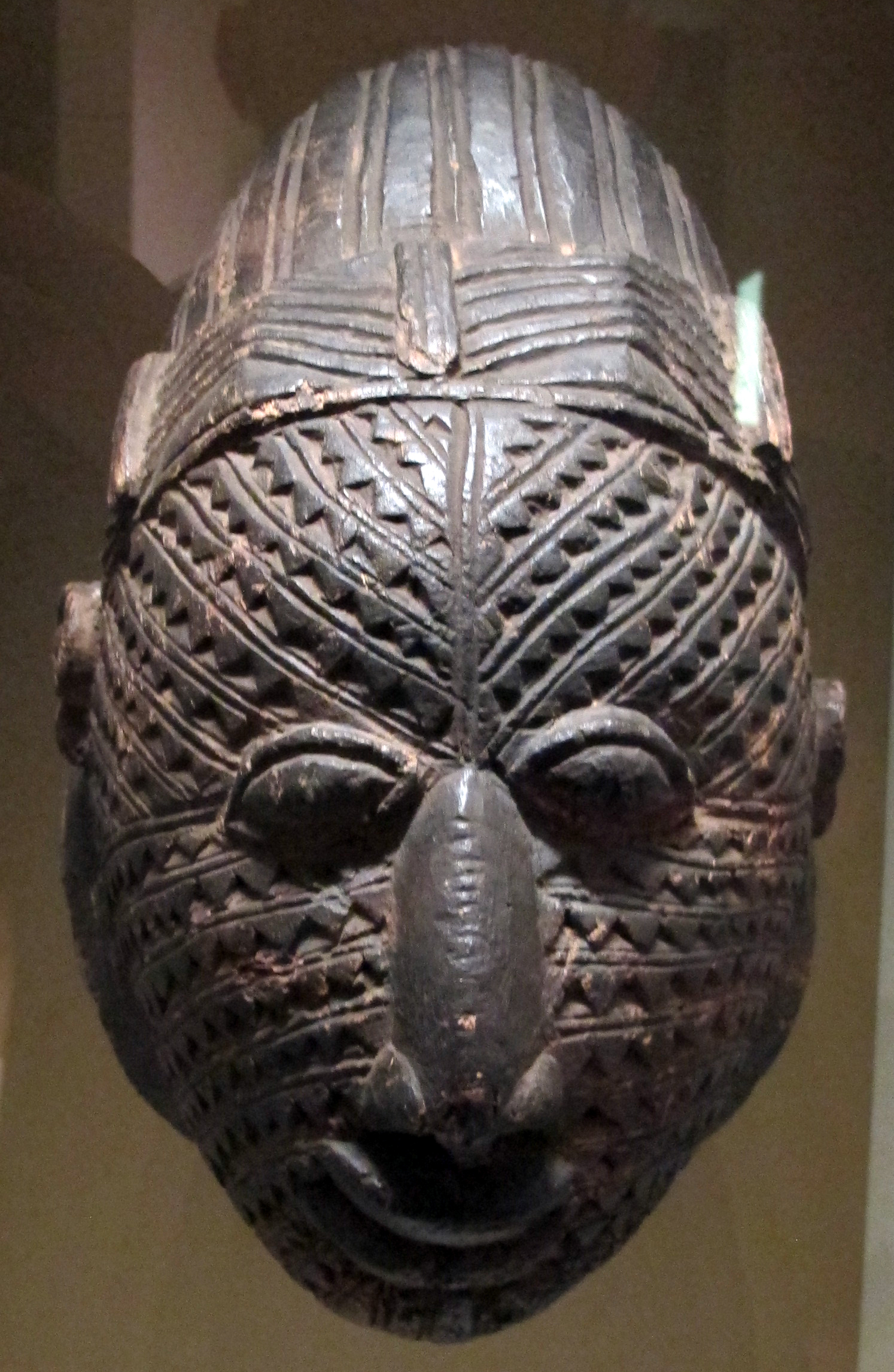
Un masque du culte egungun.

Mr et Mrs Pilkings dansent le tango sur leur véranda, sur la musique enregistrée d'un gramophone. L'officier colonial et sa femme sont vêtus des somptueux costumes et masques sculptés des prêtres du culte funèbre egungun. Le Sergent Amusa arrive et, à cette vue, renverse un pot de fleurs dans sa stupeur. Les Pilkings éteignent le gramophone pour s'enquérir de la raison de ce grabuge. Mais Amusa est sidéré ; ils mettent un moment à comprendre que la raison en est leurs masques et qu'il leur faut les enlever. Toutefois, le sergent refuse toujours de leur confier le message qu'il était venu leur délivrer, car c'est une question de vie ou de mort. « Comment un homme peut parler contre la mort à quelqu'un en uniforme de mort ? » explique-t-il, « C'est comme parler contre le gouvernement à quelqu'un en uniforme de police. » Les Pilkings s'étonnent : n'est-il pas musulman et n'a-t-il pas lui-même participé à l'arrestation des insurgés à qui ces costumes ont été confisqués ? C'était bien son travail d'arrêter les meneurs de la révolte, mais le sergent n'oserait jamais profaner le culte egungun. Simon Pilkings perd patience : il ordonne à Amusa d'écrire ce qu'il a à leur dire sur papier puisque lui-même refuse d'ôter son costume pour écouter son rapport. Le sergent s'exécute et sort.
Les Pilkings lisent le mot. Écrit en pidgin, il annonce qu'un chef yoruba, Elesin Oba, va « commettre la mort » le soir même au nom d'une coutume locale. Le couple de colons pense qu'il s'agira d'un meurtre. L'officier britannique annonce qu'il va faire arrêter le coupable et toutes les personnes impliquées tandis que Jane s'inquiète que la gravité de l'événement les empêche d'aller au bal masqué organisé ce soir-là par le Club européen. Simon pense pouvoir déléguer l'affaire, mais le son des tambours qu'il entend au loin l'inquiète : la musique lui semble inhabituelle et troublante, même si Jane n'y entend aucune différence. Entre Joseph, leur domestique.
Simon Pilkings est satisfait que Joseph n'ait aucune réaction face aux masques : fervent chrétien, il rejette ses anciennes croyances comme d'ineptes superstitions. On l'interroge sur ce qui doit se passer ce soir. Joseph leur apprend qu'Elesin Oba ne va tuer personne d'autre que lui-même, car la loi et la croyance yorubas veulent que ce soit le devoir de l'écuyer du roi de se suicider aux funérailles royales. Les Pilkings se souviennent de la rage d'Elesin, quatre ans auparavant, quand ils avaient aidé Olunde, son fils aîné, à quitter le pays pour aller étudier en Angleterre alors que la coutume interdisait à l'héritier de l'écuyer de sortir du territoire. Le père avait alors maudit le couple d'Européens. Jane affirme qu'elle s'enfuirait de même si elle était « piégée dans une coutume aussi horrible », mais son mari ne pense pas que c'était là la raison de son départ car le garçon n'en a jamais parlé. L'officier s'exprime alors avec un tel mépris à l'égard des habitants du pays que, une fois Joseph sorti, son épouse le met en garde sur son langage, car il pourrait bien s'attirer la rancœur de tout son personnel de maison.
Simon rappelle Joseph pour l'interroger sur le son des tambours et s'énerve quand il lui dit ne pas savoir de quoi il s'agit. « Ne me dis pas que cette connerie d'eau bénite t'a effacé toute ta mémoire tribale ! » s'exclame-t-il, au grand dam de sa femme qui voit bien que cela choque Joseph. Celui-ci explique cependant à Jane qu'il ne comprend pas ce qu'annoncent les tambours, car ils semblaient célébrer les obsèques d'un grand chef, avant de sembler célébrer son mariage. L'officier le renvoie en cuisine. Jane sermonne à nouveau son mari sur l'impact qu'a son irrespect de la religion tant parmi les populations autochtones converties que parmi les missionnaires coloniaux qui le désavouent. Elle insiste pour qu'il fasse sauver l'homme du suicide qu'il doit exécuter, bien que Simon objecte qu'il ne s'agit plus à proprement parler d'un crime qu'il doit réprimer selon la loi britannique et qu'il risque peut-être de gâcher une cérémonie de mariage.
L'officier rappelle tout de même Joseph, qui ne revient qu'avec retard et à regret. Son patron s'excuse d'avoir offensé ses sentiments religieux et lui confie une missive ordonnant au sergent Amusa d'intervenir dans le village au secours d'Elesin. Pendant ce temps, Jane a quitté son costume et renoncé au bal. Simon lui révèle la surprise qu'il voulait lui faire : ce soir, le Prince de l'Empire britannique lui-même, en pleine tournée de ses colonies, sera présent au bal masqué et il a été invité à décerner le prix du meilleur costume. Jane s'enthousiasme de nouveau et retourne enfiler son costume egungun.

### Acte III
Le sergent Amusa a pénétré la place du marché accompagné de deux gendarmes armés de matraques. Ils en menacent les filles et femmes qui leur barrent la route vers la tente sous laquelle Elesin et la jeune mariée sont enfermés le temps de la nuit de noces. D'humeur espiègle, elles se moquent des trois hommes qui exigent qu'on leur livre passage pour mettre Elesin en état d'arrestation. Iyaloja elle-même s'interpose et leur demande : depuis quand et dans quelle culture arrête-t-on un homme en pleine défloration de son épouse ? Les femmes yorubas questionnent la virilité de ces hommes du pays passés à l'ennemi colonial, les appelant « les eunuques des blancs » et défiant leur maître blanc de venir chercher Elesin lui-même. Amusa tente de les impressionner en prévenant que s'ils partent bredouille, ce sera pour revenir avec des renforts. Les jeunes filles répliquent en arrachant leurs matraques aux gendarmes. Elles se lancent alors devant eux dans une parodie cocasse des politesses des Britanniques entre eux, leurs patrons, en mimant une rencontre entre deux colons qui prennent de leurs nouvelles respectives et se plaignent des indigènes « un peu agités », mais se félicitent de leur renard apprivoisé bien loyal appelé Amusa. Leurs mères rient du spectacle et les filles se proposent d'arracher leur pantalon d'uniforme aux trois gendarmes s'ils ne déguerpissent pas. Le sergent Amusa et ses hommes battent en retraite.
Émerge Elesin Oba, légèrement vêtu, de la tente nuptiale. Il tient à la main un tissu taché de sang qu'examine Iyaloja, vestige du déchirement d'un hymen, preuve qu'il est allé au bout du viol que lui a autorisé ce mariage forcé. Il prédit que le fruit de cette conception sera exceptionnel, « union de la vie et des semences du passage ». La mariée sort timidement de la tente ; son mari déclare à l'assistance que leur mariage extraordinaire ne sera vraiment complet que quand elle refermera les paupières de l'écuyer avec de la terre, une fois son rituel funeste accompli. Il se prend à son propre lyrisme, tombe progressivement dans un état semi-hypnotique et se met alors à danser en rythme avec les tambours.
Les femmes le suivent dans sa danse. Le Chanteur du louange l'appelle et parle au nom du roi ; Elesin répond à l'appel de son maître, comme s'il l'entendait de loin. Le griot l'exhorte et l'accompagne de ses vers sur ce chemin métaphorique vers le suicide, tandis que les femmes entonnent un chant funèbre. Alors que la transe d'Elesin s'approfondit, Iyaloja rejoint le chœur, rappelant qu'« il n'y a que l'Elesin qui meure de l'inconnaissable mort de la mort ». Sous la voix hypnotique du Chanteur du louange qui lui décrit un voyage sans retour possible et la promesse d'un traitement royal dans l'au-delà, les gestes le l'écuyer se font de plus en plus lourds, il perd peu à peu toute conscience de son environnement. Quand le flot de paroles poétiques et entêtantes du griot s'interrompt, Elesin continue de danser d'un pas aussi souple que pesant et la scène plonge peu à peu dans l'obscurité.

### Acte IV

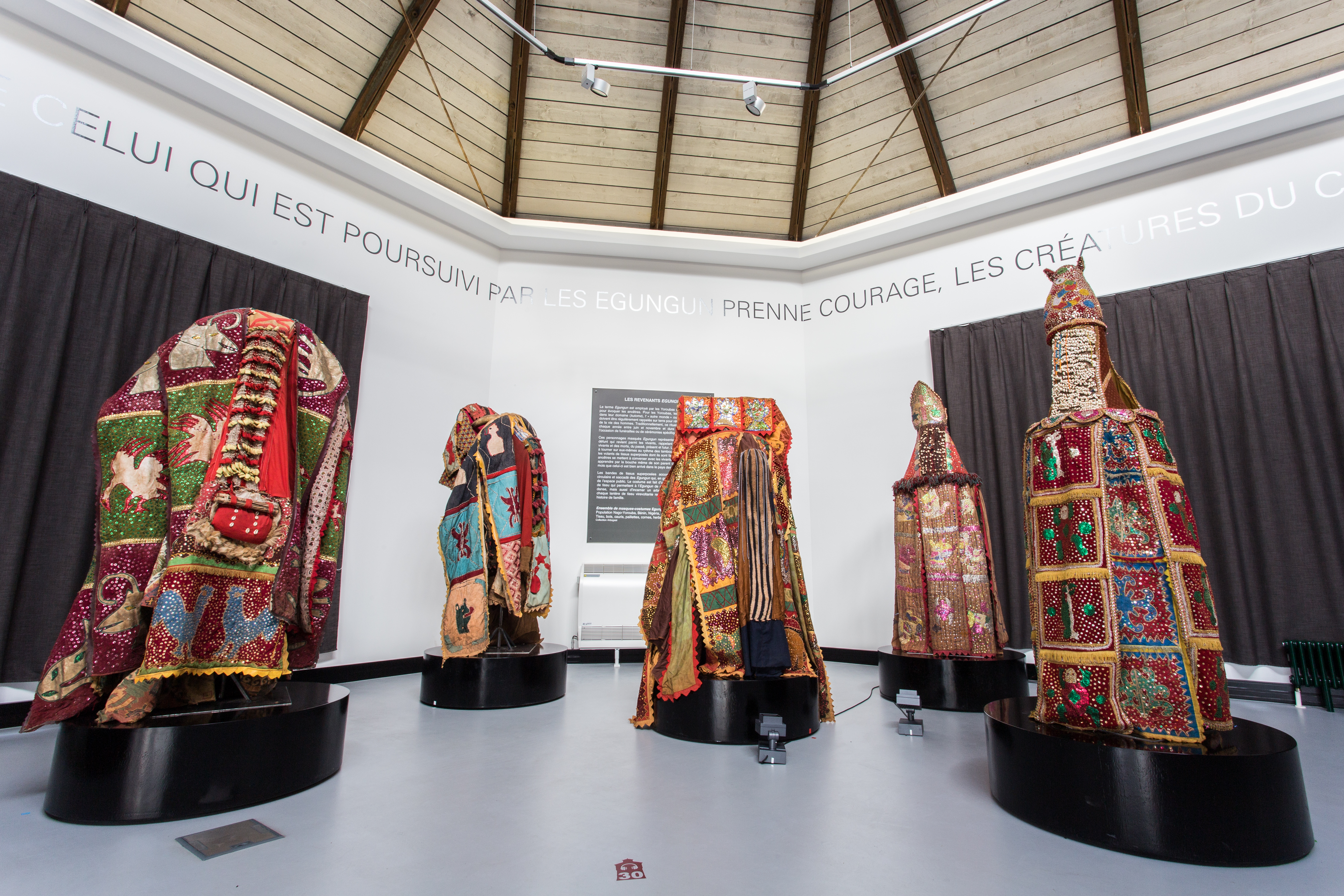
Costumes d'apparat consacrés au culte egungun.

En plein bal masqué à la Résidence, centre névralgique local du pouvoir colonial. Des couples de colons britanniques, costumés et masqués selon les modes de cultures européennes d'époques différentes, dansent sur l'air d'une valse viennoise jouée par un orchestre de peu de talent. Arrive le Prince. Il est accompagné du Résident, qui touche l'épaule des duos qu'il sélectionne pour le concours du meilleur déguisement. Les costumes egungun volés portés par Jane et Simon Pilkings font sensation et ceux-ci montrent au Prince les ajustements et attaches qu'ils y ont faits pour que tienne sur eux l'ensemble. Puis ils miment un grotesque ersatz de mascarade egungun, le mari jouant une transe diabolique où il harcèle les autres invités et où son épouse le tempère. Pendant ce temps, un valet de pied arrive avec un message pour Mr Pilkings, mais c'est le Résident qui en prend connaissance.
Le Résident prend discrètement les Pilkings à part. Il demande à l'officier des éclaircissements sur la situation, décrite dans le billet comme une « émeute » des femmes, et il le rabroue de ne pas l'avoir tenu au courant des troubles qui agitaient son district alors que leur souverain est en visite exceptionnelle. Mais il s'amuse de l'aspect déconfit du sergent Amusa qui avance pour faire son rapport, tête nue à cause de son couvre-chef arraché par les jeunes filles sur la place du marché, et il laisse Simon Pilkings régler l'affaire avec l'appui de deux gardes du Prince présentés par l'Aide-de-camp. Mr Pilkings s'exaspère en voyant Amusa lever de nouveau les yeux au plafond et refuser de parler à cause de son costume egungun. Mais l'officier se rend soudain compte qu'il est minuit et, suivi des deux gardes, il part en courant de crainte que le rituel n'ait déjà été accompli. Sans la regarder, Amusa prend congé de Jane Pilkings, qui reste seule.
Entre un jeune homme noir en complet européen. Il aborde Mrs Pilkings pour lui demander où se trouve l'officier du district. Jane Pilkings le reconnaît alors : c'est Olunde, le fils aîné de l'Elesin qu'elle et son mari ont aidé à partir en Angleterre pour étudier la médecine. Lui-même la reconnaît alors qu'elle enlève son masque, qu'elle dit porter « pour une bonne cause ». Il s'étonne que ce bal princier puisse être vu comme « une bonne cause » digne de profaner un masque ancestral. Dès lors, Jane Pilkings est sur la défensive. Elle dit regretter qu'il soit lui aussi « choqué », ce qu'Olunde dément : en quatre ans en Europe, remarque-t-il, « j'ai découvert que vous n'aviez aucun respect pour ce que vous ne comprenez pas. » Avec hauteur, Jane déplore qu'il soit revenu d'Angleterre plein de récriminations.
Olunde nie que ce soit le cas. Il confie son admiration pour la façon dont le peuple britannique se conduit au cœur de la Seconde Guerre mondiale qui fait rage. Le propos est abstrait pour Jane, qui remarque que la guerre semble lointaine, vue du Nigéria. Le plus proche que les colons locaux aient vécu comme atmosphère de guerre est quand six mois auparavant le capitaine d'un vaisseau en danger d'exploser a décidé de s'isoler au large avec le vaisseau et d'y mettre le feu afin d'épargner les équipages et les passagers des autres bateaux ainsi que la population portuaire. Jane s'excuse d'accueillir le jeune homme avec des nouvelles morbides, mais Olunde trouve au contraire l'histoire inspirante. Il admire le sens du sacrifice du capitaine, prêt à perdre sa vie pour en sauver d'autres, et témoigne qu'il a rencontré de tels hommes en Angleterre. Jane pense au contraire qu'aucune vie ne mérite d'être gâchée ainsi et que le risque que courait le port était peut-être exagéré. Olunde n'insiste pas. Il redemande à parler à son mari.

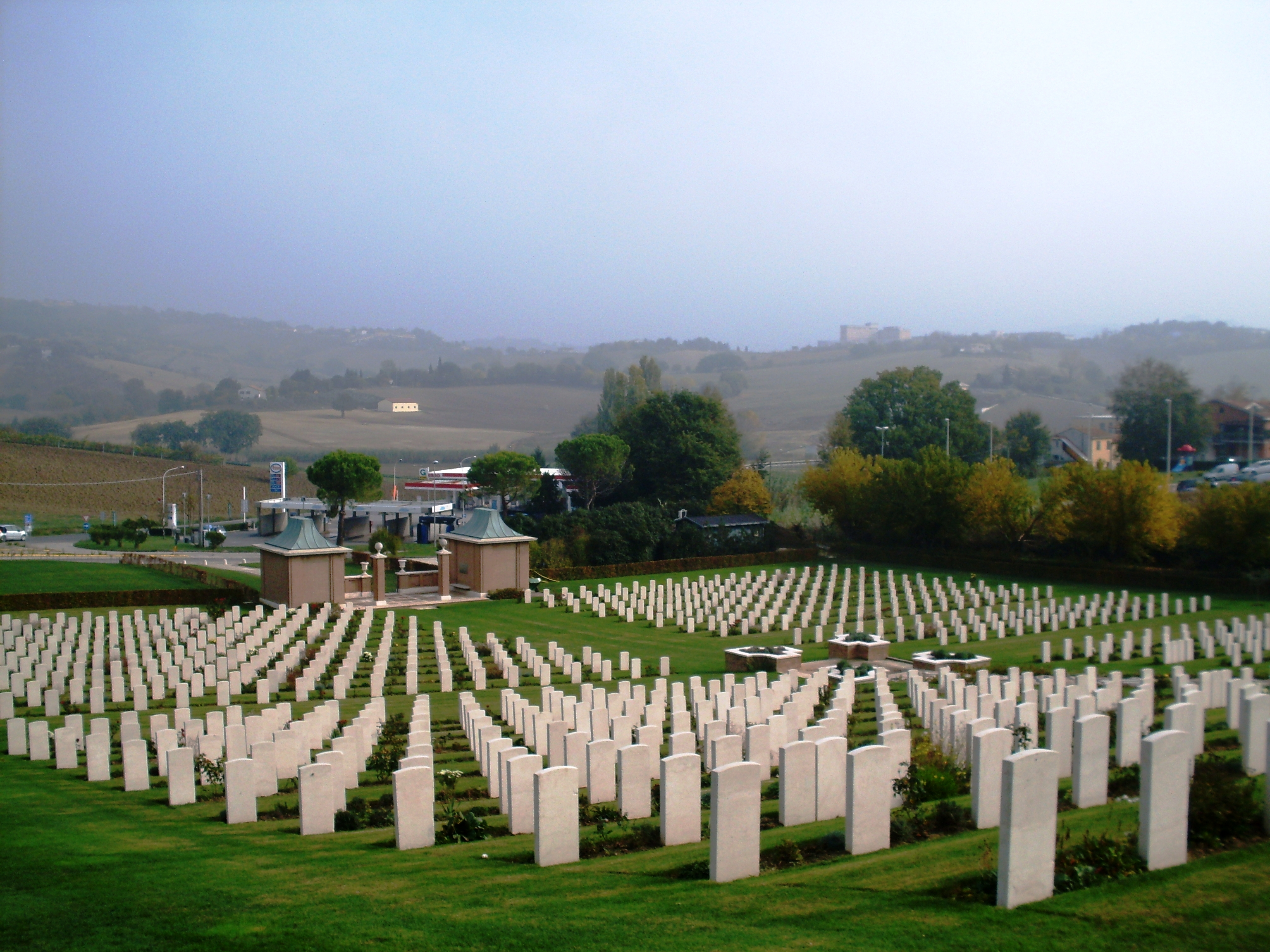
Cimetière militaire de soldats britanniques et du Commonwealth tués pendant la Seconde Guerre mondiale, en Italie.

Mal à l'aise, Jane Pilkings lui avoue ce que son époux est en train de faire « pour lui » : sauver son père de son suicide imminent. Olunde assure que ce n'est pas la peine. Il veut justement empêcher Mr Pilkings d'intervenir. Jane est choquée. Ne pense-t-il pas que son père a le droit d'être protégé ? La protection qu'offre les Britanniques a peu de poids face au sentiment du devoir accompli et à la vénération de son peuple, tente d'expliquer le fils ; eux-mêmes n'auraient plus de respect pour leur Prince s'il avait refusé de risquer sa vie pour la gloriole de ce tour des colonies. Jane s'alarme du tour politique que prend la conversation. Elle refuse la comparaison et affirme que ce sacrifice rituel ne peut être vu que comme « barbare » et « féodal ». Jetant un œil sur la piste, Olunde remarque que beaucoup trouveraient que ce bal masqué tenu dans ces temps de massacres est le signe d'une culture « décadente ». Il croirait que cette guerre industrielle devrait signer l'annihilation totale des Blancs, balayés par eux-mêmes de la surface de la Terre, s'il n'avait pas appris à leur contact que « le plus grand art » des cultures occidentales est au fond celui de la survie. Il demande alors à Jane d'avoir l'humilité de laisser les autres peuples survivre à leur façon. « Par le suicide rituel ? » ironise la femme. Ce n'est pas pire que le « suicide de masse » auxquels sont invités les jeunes hommes pour défendre leurs pays respectifs en Europe, rétorque-t-il, la différence étant qu'ils ne l'appellent pas ainsi, car leurs cultures ont développé une rhétorique axée sur « l'art d'appeler les choses par des noms qui ne les décrivent pas le moins du monde. »
Olunde s'emporte : médecin au chevet des blessés de guerre, il ne supporte plus d'entendre dans la presse européenne des défaites meurtrières et traumatisantes appelées des « victoires stratégiques », des désastres humains décrits comme des triomphes, au mépris du deuil des victimes et de leurs familles. « Quoi que nous fassions », dit-il en défense de la culture yoruba, « nous ne prétendons jamais qu'une chose est l'inverse de ce qu'elle est vraiment », ce qui est pour lui un blasphème absolu. Il finit sa diatribe en affirmant que rien de ce dont il a été témoin ne donne aux Européens le droit de porter jugement sur les autres cultures et leurs coutumes. Avec hésitation, Jane demande s'il a beaucoup souffert de racisme et de discrimination ; Olunde lui dit de ne pas réduire abusivement la conversation, que tout n'est pas simple adhésion ou réaction à la civilisation européenne, que lui aussi bénéficiait de ressources culturelles propres avant son départ. Il s'estime reconnaissant, car c'est son séjour en Angleterre qui lui a fait prendre conscience de leur existence et l'a convaincu de ne pas s'en séparer. Jane s'inquiète alors qu'il abandonne sa carrière de médecin ; surpris, Olunde répond qu'il n'en est pas question et qu'il a l'intention de retourner finir ses études après l'enterrement de son père.
Olunde attire Jane à l'extérieur, où ils peuvent entendre les tambours yoruba. La musique s'arrête. Il annonce qu'il s'agit de la fin du rituel. Jane Pilkings est horrifiée de son calme olympien face à la mort de son père et hurle qu'il n'est resté qu'un « sauvage » sans cœur. Ses cris et ses sanglots attirent l'Aide-de-camp qui s'inquiète de la présence de ce « nègre », qui l'ignore et refuse de répondre à ses questions. Jane lui ordonne de laisser tranquille cet ami de la famille et le renvoie. Tandis qu'Olunde est sur le point de partir, Jane le supplie d'au moins lui dire la raison de son insensibilité devant une perte qui le touche si intimement. Olunde explique que depuis le télégramme lui annonçant la mort du roi, il a eu un mois pour faire le deuil de son père et se préparer à ses funérailles. Il avait l'interdiction de le revoir avant, mais il souhaite à présent se recueillir auprès de son corps avant qu'il ne soit froid. La femme le remercie et le laisse partir pour rendre les derniers honneurs à son père suicidé.
Apparaît Simon Pilkings sur son chemin. Olunde le remercie de ce qu'il a voulu faire, mais l'assure que cela aurait été une calamité pour son peuple si jamais il avait réussi. Le Britannique est déstabilisé. Alors qu'Olunde s'en va, Mr Pilkings lui propose une escorte, car il a donné l'ordre de ne laisser passer personne. Le jeune homme accepte, à condition qu'il fasse vite. À part, Mr Pilkings demande à l'Aide-de-camp si l'annexe de la Résidence où étaient anciennement détenus les esclaves avant leur déportation peut toujours servir ; elle sert à présent comme dépôt d'objets cassés, mais est toujours munie de barreaux. L'officier annonce qu'il va y enfermer un prisonnier à surveiller, car son propre bureau où il a dit qu'il pensait le garder doit être assailli à cette heure. Olunde commence à sentir qu'il se passe quelque chose d'étrange. Quand il entend approcher la voix de son père, reprochant aux militaires de l'avoir humilié, son corps se pétrifie.
Elesin arrive, menotté. À la vue de son fils, il s'immobilise. Celui-ci regarde au-dessus de lui pour ne pas le voir. Le père appelle son fils par son nom, sans réponse, et se laisse tomber à ses pieds. Olunde baisse les yeux vers Elesin. Il renie alors son père avant de l'abandonner, sanglotant sur le sol.

### Acte V

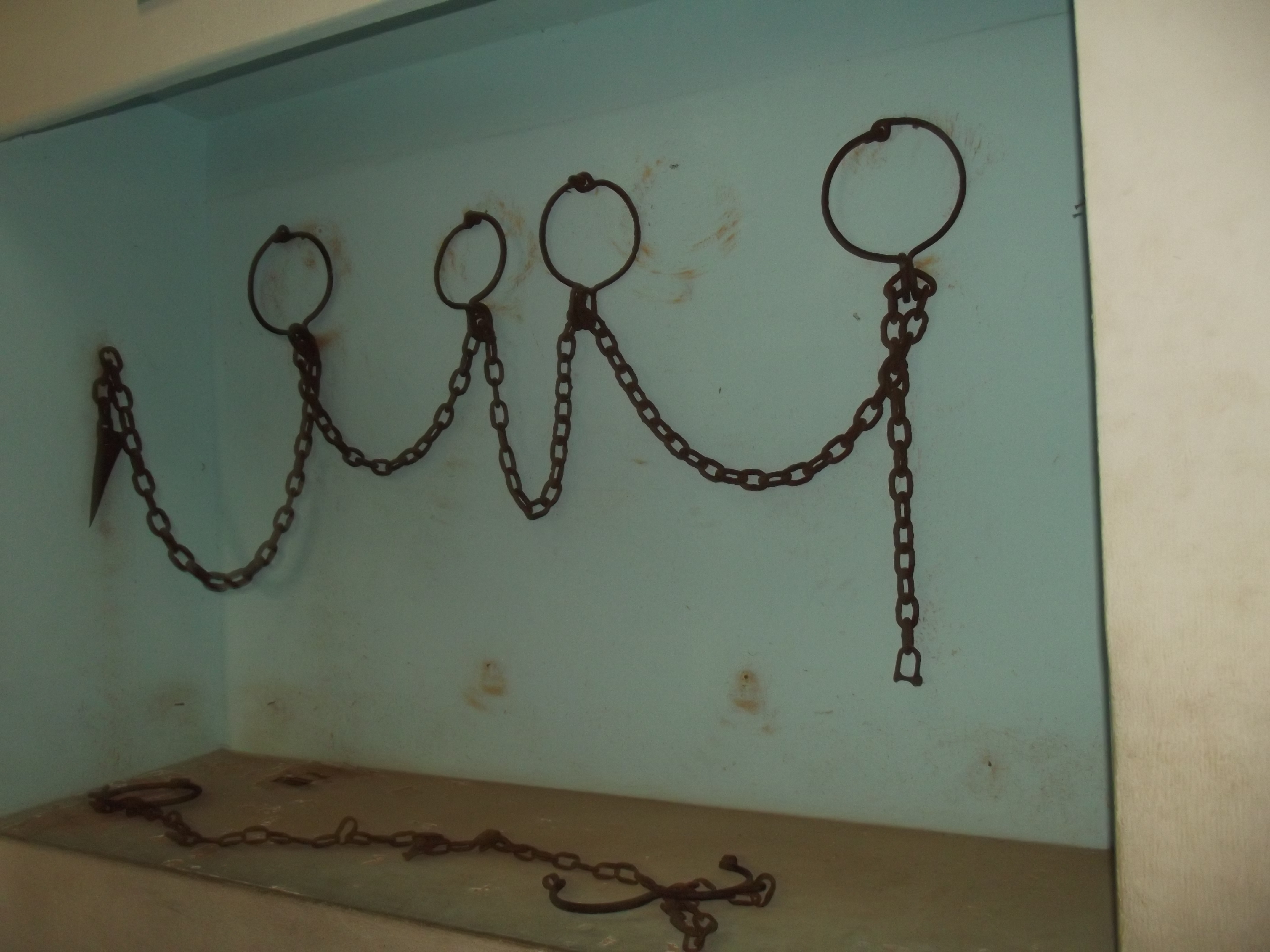
Chaînes ayant servi à la traite négrière occidentale, exposées au Musée de l'esclavage de Badagry.

Dans la prison aux esclaves, Elesin est toujours dans les fers. Dehors, sa jeune épouse attend, silencieuse et yeux baissés. Entre Simon Pilkings, dans son uniforme d'officier. Il tente de converser avec le prisonnier sur la beauté de la lune et la tranquillité de la nuit. Ni la nuit ni le monde n'ont quoi que ce soit de paisible, répond Elesin, la nuit est dorénavant sans sommeil. Alors que l'officier remarque que perdre une nuit de sommeil est un bon prix pour sauver la vie d'un homme, Elesin rétorque qu'il n'a pas sauvé sa vie, mais l'a détruite. Mr Pilkings ne veut rien entendre et déclare qu'il n'a aucun remords. L'écuyer regrette qu'il soit maintenant trop tard pour faire son devoir et qu'il ne lui en fait plus reproche. Mais la persistance du Britannique à intervenir dans sa vie, en envoyant son fils aîné loin de lui pour l'occidentaliser puis en l'empêchant d'accomplir son destin d'écuyer du roi, est telle qu'il s'étonne qu'il n'ait pas sciemment planifié la destruction de sa culture et de son peuple. Pilkings tente de le rassurer en soulignant que, quelle que soit ses intentions, son fils semble être resté fidèle à ses racines. Il lui raconte qu'il lui a parlé après leur rencontre humiliante et que par ailleurs il regrette ses mots de reniement et de mépris. Elesin proteste que son fils avait raison de le traiter ainsi, qu'il redressait un peu de son honneur perdu et qu'il a compris à cet instant que l'esprit d'Olunde était assez fort pour venger son père et son peuple de la honte et du déclin dans lesquels les ont plongés les Blancs. Le Britannique n'apprécie pas ce désir de revanche, mais souligne que, quoi qu'il pense de la conduite de son fils, celui-ci lui en demande pardon avant de repartir avant l'aube. Il s'apprête sortir, mais demande avant qu'Elesin admette que sa culture est contradictoire et avoue que ce qui l'a finalement décidé à intervenir est le souvenir d'un proverbe yoruba : « L'aîné s'approche des cieux d'un air sombre et tu lui demandes de porter là-bas tes bons vœux ; crois-tu vraiment qu'il fasse le voyage de son plein gré ? » Elesin soupire et se tait. Jane Pilkings, en robe de chambre, appelle son mari. Alors que le couple est occupé, l'écuyer regarde la mariée qui sanglote sans un mot. Il lui dit alors qu'après avoir accusé le Britannique, puis ses dieux de l'avoir abandonné, il a voulu l'accuser, elle, d'être la tentation qui l'a retenu en vie. Il admet devant elle maintenant que Simon Pilkings n'aurait pas pu l'empêcher d'accomplir le rituel si lui-même n'avait pas eu l'envie de se soustraire à son devoir et de rester vivant. En retrait, Jane et Simon Pilkings se disputent : elle a accepté de transmettre un message d'Olunde qui sollicite la visite d'une femme à son père qui serait la seule façon d'éviter une émeute le lendemain. Le mari rejette ce qu'il lit comme une menace voilée, tandis que sa femme le presse d'accepter. Jane s'adresse directement à Elesin pour le convaincre qu'ils ont tous deux agi pour le mieux, mais Elesin lui montre sa propre épouse et lui ordonne d'imiter sa conduite : silencieuse et docile.
Iyaloja, la visiteuse, fait alors son entrée. Mr Pilkings la laisse s'approcher à condition que le prisonnier lui donne sa parole d'honneur qu'il n'acceptera rien qu'elle pourrait lui donner. Elesin lui rétorque qu'il n'en a plus, que le Britannique a déjà ravi son honneur et celui de son peuple, qu'il les trouvera dans son bureau « attachés à ces traîtres feuilles de papier qui vous rendent maîtres de ce pays ». L'officier s'agace et déclare que, puisqu'il tient à rendre l'affaire politique, il s'en tiendra à des ordres sévères. Il appelle les gardes et leur commande de siffler si jamais Iyaloja dépasse une certaine ligne vers la porte de la cellule, puis il sort avec Jane.
Face à face avec Elesin, Iyaloja raille la verve belliqueuse avec laquelle il s'est adressé à l'officier britannique, après avoir tant manqué de volonté face à la mort. Elle lui reproche d'être plus courageux en mots qu'en actes et commence à déverser sur lui tout le mépris que lui inspire sa couardise. À la vue des larmes muettes de la mariée, la colère d'Iyaloja redouble. Elesin tente de se défausser, prétendant que la force lui a manqué, qu'il ne comprend pas lui-même comment, à cause de l'intervention étrangère, il a pu perdre la maîtrise de lui-même. Iyaloja lui reproche d'avoir trahi son peuple, car il ne lui était pas suffisant d'être toujours le mieux servi de son vivant, il ne voulait plus aucune barrière pour tout dévorer jusqu'aux miettes. Le flot d'injures est tel qu'Elesin prie Iyaloja d'arrêter. Il l'accuse alors d'avoir participé au renouvellement de son désir de vivre en lui autorisant un dernier mariage et argue que son seul tort est de s'être laissé porter par l'idée que la volonté de leurs dieux pouvait s'exprimer à travers des mains étrangères. Iyaloja lui rappelle qu'elle l'avait mis en garde dès le début et dédaigne son explication qu'elle juge indigne de son rang. Elle lui pose alors une question : « Est-ce l'arbre parent qui se flétrit pour donner sa sève à la jeune pousse, ou bien ta sagesse te dicte que le flot coule dans l'autre sens ? » Sans comprendre où elle veut en venir, l'homme répond que c'est le devoir du parent. Par mégarde, Iyaloja marche alors sur la ligne qu'elle ne devait pas dépasser et les gardes soufflent dans leur sifflet. Les Pilkings arrivent en courant. Iyaloja se moque du branle-bas de combat déclenché pour sa protection au moindre de ses faux pas. Elle annonce qu'elle a « un fardeau » à amener à l'écuyer disgracié pour qu'il puisse au moins envoyer un message à leur roi, piégé dans l'entre-deux entre le monde des vivants et celui des morts. Simon Pilkings accepte à contrecœur : son Aide-de-camp observe l'arrivée d'une procession où une charge recouverte d'un tissu est portée par des femmes et quelques hommes. L'officier prévient Iyaloja qu'il a donné l'ordre de tirer si la situation dégénère. Avec ironie, elle rétorque que c'est bien là « la grande sagesse de la race blanche » que de provoquer des morts pour en éviter une.
Les femmes entrent en entonnant un chant funèbre. Le Chanteur de louanges les accompagne. Il s'adresse à Elesin au nom du roi mort, inquiet d'être abandonné par son serviteur dans une contrée obscure et inconnue. Mr Pilkings n'autorise pas le prisonnier à sortir de sa cellule, mais Elesin demande au moins à ce que le tissu soit soulevé pour qu'il puisse s'adresser à celui qui s'est sacrifié pour devenir son messager dans l'au-delà. Quand les femmes dévoilent le corps mort d'Olunde, c'est la stupeur. Devant le père frappé de mutisme, le Chanteur de louanges lui reproche d'avoir mis leur monde à l'envers au point que l'enfant meure avant son parent et que son peuple entier se retrouve à errer dans le vide en proie à des volontés étrangères. Elesin passe alors la chaîne qui le garde prisonnier autour de son cou et s'étrangle à mort, d'une secousse décisive.
Simon Pilkings se précipite dans la cellule pour tenter de le ranimer. Iyaloja l'arrête d'un mot : pas même le suicidé ne le remercierait s'il parvenait à lui rendre la vie. Puis elle lui hurle de ne pas lui fermer les yeux de sa main étrangère. La Mère fait appel alors à la mariée qui, très calme, vient clore les paupières de l'époux défunt et les recouvrir d'un peu de terre. Avant de quitter les lieux, Iyaloja donne comme dernier ordre d'oublier les morts et même les vivants, pour mieux penser à celles et ceux à venir.

## Thèmes et motifs

### Corruption, violence et sacrifice
La Mort et l'Écuyer du roi fait partie intégrante de toute une série de pièces de théâtre qui explorent, sans lien narratif entre elles, des thématiques similaires qui hantent la carrière de l'auteur : la corruption exercée par le pouvoir absolu, le problème des injustices institutionnalisées, l'impact de la violence tant sur l'individu que sur la communauté, et surtout les différentes modalités sociales et philosophiques du sacrifice, qu'il soit sacrifice de soi à la communauté ou bien sacrifice par la communauté de certains de ses membres, sous forme de meurtre, de coups et blessures, d'abandon, de viol, de bannissement ou de suicide, volontaire ou forcé. Elles traduisent une réflexion éthique poussée et complexe sur les notions de choix et de liberté, sur où finit l'abnégation héroïque et où commence le crime contre la personne.
Toutes ces questions reviennent sans cesse, sous des prismes et des paramètres différents, exprimées dans le registre tragique dans Les Gens des marais (1958), La Danse de la forêt (1960), Un Sang fort (1964), La Récolte de Kongi (1964), La Route (1965), ou encore Fous et Spécialistes (1970), et dans le registre satirique avec entre autres Opera Wonyosi (1977) et Le Roi Baabu (2001),.

### Filiation: entre émancipation et transmission
De même, le thème des relations de filiation père-fils, centrale dans l'opposition entre Elesin Oba et Olunde, où chacun doit se positionner dans le même paysage culturel et politique en protecteur ou en pourfendeur de la tradition, entre transmission et rébellion, est un fil conducteur récurrent dans les pièces de Wole Soyinka, que l'on trouvait déjà avec la même intensité dans Un Sang fort (1964) et Fous et Spécialistes (1970).
Le dramaturge a d'ailleurs dédié La Mort et l'Écuyer du roi à son propre père défunt, Samuel Ayodele Soyinka, pasteur anglican et directeur d'école, qu'il choisit d'appeler par son prénom yoruba, Ayodele, en dédicace à son texte.

### Rouages et ravages de la colonisation
En revanche, la critique du colonialisme occidental et du racisme envers les peuples et les cultures d'Afrique est beaucoup plus directement et frontalement mise en avant dans La Mort et l'Écuyer du roi que dans les autres pièces de Soyinka. Elle s'illustre notamment à travers la mise en scène de Mr et Mrs Pilkings, de leurs deux poids et deux mesures, de la mascarade du bal masqué et de l'impact destructeur de leur intervention malvenue, même avec des intentions bienveillantes, dans la vie des populations sous le joug britannique.
Le final de la pièce, en particulier, opère une réinterprétation radicale du mythe européen colonialiste du « fardeau de l'homme blanc », tel que cristallisé dans le poème de 1899 de Rudyard Kipling. C'est bien le mot « fardeau » qu'emploie Iyaloja pour désigner le corps suicidé d'Olunde, encore dissimulé, et à la question de Mr Pilkings qui demande à savoir ce que c'est lorsqu'il est porté sur scène, elle répond : « Le fardeau que tu as créé, homme blanc, mais nous l'amenons en paix. » Quand le cadavre de son fils est dévoilé, Elesin Oba s'étrangle, littéralement et sur le plan symbolique, avec les chaînes persistantes du temps de l'esclavage et de la traite négrière. Le « fardeau de l'homme blanc » cesse alors d'être cette responsabilité cosmique et sociale qu'aurait pris l'Européen, auto-défini comme intellectuellement et moralement supérieur, de civiliser et d'instruire les autres peuples du monde qu'il estime moins avancés que le sien, et ce sans recevoir de leur part la gratitude qu'il pense mériter, pour devenir au contraire cette responsabilité coupable d'avoir sciemment, et parfois inconsciemment, déséquilibré et anéanti ces peuples et ces cultures étrangères sous prétexte de les édifier, les précipitant dans une spirale dévastatrice tant sur les plans matériels, humains, politiques, spirituels et psychologiques, qui les fauche sur plusieurs générations.
Cependant, comme le dramaturge et critique nigérian Femi Osofisan (en) le remarque : « La confrontation […] entre Elesin et Pilkings va au-delà d'un simple affrontement du bien et du mal, et représente même plus qu'une logique d'opposition entre des philosophies de cultures différentes, car elle est censée plonger plus profondément pour en faire l'examen dans la dimension métaphysique des traumatismes d'une société en transition, ainsi que dans le sens du rôle de l'individu engagé dans ce type de rites de passage. »

### Effondrement et régénération d'une civilisation
Le sujet le plus crucial et mis en exergue de La Mort et l'Écuyer du roi reste toutefois la question des conditions de l'effondrement potentiel et imminent de toute une culture, malgré ses structures sociales et métaphysiques complexes, son ancienneté et sa longévité à travers les siècles. La pièce est en cela régulièrement rapprochée, en dépit d'un style et d'un mode de narration radicalement différents, d'un roman nigérian de langue anglaise qui la précède : Le Monde s'effondre de l'écrivain igbo Chinua Achebe (1958),.
Avec le suicide final d'Olunde et sans pourtant nier la douleur et le coût humain de cette perte, La Mort et l'Écuyer du roi n'en met pas moins en exergue le potentiel régénérateur du sacrifice de chefs ou d'héros d'exception, qui font passer la survie de leur peuple et de leur culture avant leurs intérêts personnels. Selon l'auteur qui le dramatise dans sa pièce, la situation de crise sociale et d'effondrement culturel et spirituel peut alors être paradoxalement transformée en période créative de transition où une société peut se reconfigurer et se reconsolider sur de meilleures bases. Il est notable qu'après l'hécatombe masculine sur laquelle se clôt la tragédie, il est suggéré que l'éducation de l'embryon non-né au sexe indéterminé, représentant l'élite future de sa société alors très patriarcale, se retrouvera prise en mains par deux femmes, Iyajola et la mariée : appartenant à une classe dominée tout au long de la pièce, elles deviennent les potentielles artisanes d'une future société yoruba que le public est invité à réimaginer.

## Mise en scène

### Historique de mises en scène
Selon l'édition augmentée universitaire de La Mort et l'Écuyer du roi éditée par Jane Plastow chez Bloomsbury Methuen Drama, la première mondiale de La Mort et l'Écuyer du roi a eu lieu au Nigéria à l'université d'Ife en décembre 1976, dans une mise en scène de Wole Soyinka lui-même.
Puis l'auteur l'a remis en scène aux États-Unis en octobre 1979 au Goodman Theater de Chicago, dans une production qui a été par la suite reprise pour trois saisons au Kennedy Center de Washington DC. Une troisième mise en scène de son cru a été ensuite accueillie au Vivian Beaumont Theater du Lincoln Center de New York en mars 1987. Ce n'est qu'en 2009 qu'elle sera re-montée pour l'Oregon Shakespeare Festival (en).
Le 22 novembre 1990, La Mort et l'Écuyer du roi se voit mettre en scène pour la première fois au Royaume-Uni. C'est Phyllida Lloyd qui dirige le projet, assistée par Peter Badejo, au Royal Exchange Theatre de Manchester, avec dans le rôle d'Iyaloja Claire Benedict (en) qui reprendra le rôle dans toutes les productions britanniques suivantes. Puis le 17 septembre 1995, la pièce est diffusée sur BBC Radio dans une captation radiophonique signée Alby James. Ce n'est que plus de dix ans après, en juin 2009, qu'elle sera jouée à Londres, au National Theatre, dans une mise en scène de Rufus Norris,. Sont alors réunis à la distribution Nonso Anozie dans le rôle d'Elesin, Kobna Holdbrook-Smith dans celui d'Olunde et Giles Terera en Chanteur de louanges. Une seconde adaptation sur BBC Radio, en l'honneur du 80e anniversaire de l'auteur, est signée Pauline Harris en 2014 : Danny Sapani y joue Elesin, Maynard Eziashi Joseph et Adetomiwa Edun (en) Olunde.
Une mise en scène francophone a été montée en 2008 au Théâtre national Daniel-Sorano de Dakar par trois compagnies théâtrales d'origines différentes : la compagnie Bivelas du Congo, Les Gueules Tapées du Sénégal et la compagnie Graines de Soleil de France.
En novembre 2016, pour le 30e anniversaire du prix Nobel de littérature décerné au dramaturge, la pièce a été jouée dans son pays par la National Troupe of Nigeria (NTN), dirigée par Mike Anyanwu avec le soutien du Committee For Relevant Art (CORA) et une présentation de Lai Mohammed, Ministre de l'information et la culture,. La représentation se fait face à Wole Soyinka lui-même qui y assiste au milieu du public. Plus récemment encore, La Mort et l'Écuyer du roi a été montée du 1er au 4 septembre 2017 au Terra Kulture Theatre Arena de Lagos dans une mise en scène produite par Arambe Productions et signée Bisi Adigun, dont une représentation exceptionnelle a été jouée auparavant à l'Université de Lagos au mois de juillet de la même année pour fêter le 83e anniversaire de l'auteur.

### Difficultés de mise en scène
En 1987, au Lincoln Center for the Performing Arts de New York, la collaboration de Soyinka avec les comédiennes et comédiens afro-américains qui forment l'intégralité de la distribution s'avère houleuse. Au bout de deux semaines de répétition, une actrice abandonne, jugeant qu'elle ne parvient pas à maîtriser le texte en raison de sa complexité, et l'auteur affirme alors au reste de la troupe qu'ils ne connaissent rien de leurs racines africaines. Il leur reproche d'être « aussi ignorants et ignorantes de la culture africaine, de la situation politique de l'Afrique et des rythmes africains que n'importe qui d'autre. » Il les choque et les blesse plus encore en leur affirmant qu'ils ne savent pas même danser. Avec l'aide de son chorégraphe, Soyinka estime qu'il lui a fallu « briser leur corps en petits morceaux pour ensuite les ré-assembler » – une métaphore tirée du mythe de l'orisha Ogun, annihilé et reconstitué par sa propre volonté –, avant que les membres de la troupe apprennent enfin à se mouvoir à la façon des Yoruba.
L'exigence du texte, au vocabulaire anglais recherché saupoudré de yoruba et à la rythmique complexe, est donc loin d'être la seule difficulté dans l'approche de la mise en scène de La Mort et l'écuyer du roi. Les premières mises en scènes ayant été créées par l'auteur lui-même avec un grand souci d'authenticité, il est difficile pour une ou un metteur en scène de maîtriser tous les paramètres artistiques, esthétiques et culturels qu'une production de ce spectacle exige : non seulement le jeu d'acteur, tant dans les registres comique que tragique, mais aussi la danse, le chant, la musique, la confection des costumes et des masques, tels qu'ils se pratiquent spécifiquement par le peuple yoruba au Nigéria.
L'ignorance de l'art du tambour africain, qui tient un rôle clef dans le fil narratif de la pièce en annonçant tantôt des funérailles, tantôt un mariage, tantôt jetant la confusion avec un mélange des deux, n'est pas le moindre obstacle pour une ou un metteur en scène étranger. Le yoruba est en effet une langue tonale, dont le sens des sons peut changer en fonction de leur hauteur. Les sons et les rythmes différenciés émis grâce aux tambours sont ainsi devenus eux aussi porteurs de sens et perçus comme proches de la voix humaine dans la culture yoruba, au point de parler de « tambours parlants ». Le personnage de Joseph devient donc une source d'information précieuse pour Mr et Mrs Pilkings : contrairement à leurs oreilles anglaises insensibles à ces différences, Joseph est capable d'entendre les tambours « parler » et de décoder leurs messages. Cet aspect subtil de la pièce se perd facilement dès que la mise en scène n'intègre pas cette dimension auditive et ne fait que la mimer, à défaut de savoir la maîtriser.

### Subversion par la mise en scène
S'il est difficile de concevoir une mise en scène à la hauteur du texte de Wole Soyinka, il y a également des ingrédients de mise en scène qui se perdent à la seule lecture du texte. Historiquement, dans les mises en scène originales créées par l'auteur lui-même et en dépit des origines ethniques différentes des personnages, La Mort et l'Écuyer du roi est jouée par une distribution entièrement constituée de comédiennes et de comédiens noirs. Cela requiert donc le « blanchiment » artificiel (en anglais, whiting up, calqué sur le terme make-up utilisé pour désigner la pratique du maquillage) des comédiennes et comédiens jouant les Pilkings et autres rôles des Britanniques. Il s'agit d'un renversement subversif de la traditionnelle pratique théâtrale colonialiste du blackface aux fortes connotations négrophobes. Le résultat en est une démultiplication inhabituelle de l'effet comique de la mise en scène des personnages blancs, ce qui fera écrire en 2009 à un critique du Guardian : « Voir Lucian Msamati (en) et Jenny Jules (en) dans les rôles des Pilkings jouer aux impérialistes de la haute bourgeoise est d'emblée aussi désopilant que le spectacle que donne à un moment le groupe de femmes yoruba en parodiant l'habitude britannique de croiser et de décroiser les jambes. » Rare sur les scènes occidentales, ce procédé satirique est similaire à celui employé dans le classique théâtral sud-africain anti-apartheid Woza Albert! (en) de Percy Mtwa, Mbongeni Ngema (en) et Barney Simon (1981), plus malicieux encore, où les deux acteurs noirs qui se partagent la scène s'affublent d'un nez rouge de clown pour signaler qu'ils s'apprêtent à jouer un personnage blanc.

## Réception

### Une approche littéraire dominante
« En grande partie à cause du manque relatif de productions théâtrales en Europe, » souligne le chercheur Martin Rohmer, « les pièces de Wole Soyinka ont été bien plus étudiées sous l'angle littéraire qu'analysées en tant que performances théâtrales. » Leurs qualités littéraires, dont celles de La Mort et l'Écuyer du roi reconnue comme une de ses œuvres majeures, sont d'autant plus soulignées qu'en 1986 l'auteur se voit décerner le prix Nobel de littérature et qu'il est le premier écrivain noir africain à recevoir cet honneur de la part de l'Académie suédoise.
Bien que le critique George Steiner, dont l'ouvrage La Mort de la tragédie fait encore autorité dans le monde littéraire, ait annoncé dans les années 1960 la disparition de l'essence du tragique dans la littérature moderne, allant jusqu'à affirmer que seules les tragédies grecques et celles du théâtre élisabéthain correspondent réellement à ses critères définitoires, la classification de La Mort et l'Écuyer du roi comme tragédie parmi les genres dramatiques est toutefois unanime. Des rapprochements précis sont d'ailleurs régulièrement faits avec les tragédies de William Shakespare, par exemple en comparant la structure de la pièce avec celle d'Antoine et Cléopâtre, en raison de la fausse mort annoncée suivie d'un double suicide. Le dramaturge n'a par ailleurs jamais caché son intérêt pour les répertoires tragiques européens et les parallèles qu'il a tiré lui-même entre les mythologies grecque et yoruba qui fournissent la matière première de ses tragédies.

### Reconnaissance d'un anglais yoruba: la langue de Soyinka
Une esthétique yoruba distinctive a toutefois fait l'objet de mains commentaires. Dans La Mort et l'Écuyer du roi, elle s'exprime notamment à travers l'inscription de nombreux proverbes populaires yoruba qui se logent dans les dialogues des personnages, jusque dans la bouche du Britannique Simon Pilkings, et ont pour principale visée de donner du poids et de l'intangibilité aux valeurs invoquées. Les habitudes langagières et la tradition orale yorubas ont ainsi informé le développement de « l'imagerie somptueuse et fertile », grandement admirée, de la pièce.
La critique nigériane a également souligné que le phrasé et le rythme de la langue yoruba avaient été transposés avec succès dans l'anglais travaillé du dramaturge. Femi Osofisan (en) témoigne ainsi de l'effet que la langue de Soyinka a exercé sur lui et toute une génération de Nigérians et Nigérianes yorubas à l'écoute de ses pièces : « Mais à cet instant, [...], tout ce passé était à nouveau présent, s'affirmant dans sa beauté, dans ses accents lyriques. Cela rendait sa vitalité à une scène jusqu'ici inerte, et sa validité à une culture qu'on nous avait appris à voir comme non-existante, primitive ou païenne. Le théâtre n'était plus uniquement Shakespeare, ou Shaw, le théâtre était aussi Soyinka. Et nous nous rendions compte que bien qu'il maniât l'anglais tout au long de ses dialogues, cela ne sonnait jamais de façon incongrue ou invraisemblable à nos oreilles […]. Particulièrement dans ces moments de tragique majesté, les mots prononcés semblaient se fondre superbement avec le son des tambours, le mouvement, les chants, et les danses se déployaient jusque dans une élocution assouplie par ses métaphores invocatrices. » En revanche, Osofisan reconnaît comme acquis que l'esthétique de Soyinka « n'est pas une chose uniforme, monolithique, mais bien une diversité de styles. » De même, Stanley Macebuh déplore qu'un certain nombre de commentateurs nigérians encense la belle « lucidité et simplicité de surface », adoubée comme typiquement yoruba, de certains passages de ses textes, au détriment d'autres inspirés d'autres aspects de la même culture dans lesquels l'auteur se reconnaîtrait davantage. Il rappelle ainsi que la muse créatrice dont s'est toujours réclamé Soyinka n'est pas Obatala, l'orisha « apollinien » de la paix et de la sérénité, mais Ogun, le forgeron « dionysiaque » de la destruction-création : « La langue poétique de Soyinka est archaïque, cacophonique, perturbatrice, justement parce qu'elle incarne un équivalent contemporain du langage mythique yoruba ; mais les mythes ancestraux avec lesquels il travaille ne sont pas ceux qui dérivent du dieu Obatala, dont l'emblème est la couleur blanche "pour représenter la transparence du cœur et de l'esprit", et dont les histoires rejettent "le mystère et la terreur" au profit du calme, de "l'harmonie". Le dieu titulaire de Soyinka n'est pas Obatala mais Ogun, et la demeure de ce terrible dieu contradictoire, si particulier, est dans une langue fracturée, sous tension, faite de ruptures et d'"énergie démoniaque". »

### Chef-d'œuvre de la littérature africaine ou afro-anglaise?
Dans Décoloniser l'esprit, essai publié en 1986, année de la remise du prix Nobel de littérature à Wole Soyinka, soit de sa consécration aux yeux de l'élite littéraire européenne, l'écrivain kényan Ngũgĩ wa Thiong'o s'interroge sur le statut de ces nombreuses œuvres, comme par excellence La Mort et l'Écuyer du roi, écrites par des auteurs africains entièrement ou majoritairement dans la langue de leurs colonisateurs, les siennes comprises. « Ce que nous avons créé, » affirme Thiong'o, « est une tradition hybride, fragile, minoritaire, qu'on peut mieux qualifier d'"afro-européenne" : la littérature écrite par des Africains d'expression européenne [...] à l'époque impérialiste. » Il applaudit Wole Soyinka – tout comme d'autres grands auteurs d'Afrique tels que Léopold Sédar Senghor, Chinua Achebe, Ayi Kwei Armah ou encore Ousmane Sembène – pour l'éclat de ses œuvres et la fertilité de son imagination, mais circonscrit drastiquement la portée de ses textes, plus accessibles du point de vue de la langue aux cercles universitaires occidentaux ou aux élites africaines occidentalisées qu'à la paysannerie africaine. Leur « africanité » est ainsi remise en question, ainsi que leur apport à une littérature strictement africaine, appauvrie au profit de l'enrichissement des littératures européennes, qui se doteraient alors de branches « africanisées » supplémentaires. L'essayiste diagnostique dans ce choix linguistique un phénomène politique et psychologique d'« aliénation coloniale », telle que la définissait déjà Frantz Fanon en 1952 dans son essai majeur Peau noire, masques blancs.
Cohérent dans sa prise de position, Ngũgĩ wa Thiong'o opère lui-même à ce moment critique une rupture dans sa carrière d'écrivain en abandonnant l'anglais pour le kikuyu pour ses œuvres de fiction, cap que Wole Soyinka ne franchira pas avec le yoruba. Ainsi, selon l'auteur kényan, La Mort et l'Écuyer du roi de même que toutes les autres œuvres du Nigérian « appartiennent à une tradition littéraire afro-européenne », « et plus précisément afro-anglaise », « qui durera probablement aussi longtemps que l'Afrique restera soumise à l'ordre néocolonial et aux capitaux européens. »

### Remise en cause du «choc des cultures»
Pourtant, c'est bien la dimension anti-coloniale qui frappe le plus les commentateurs face à La Mort et l'Écuyer du roi, que d'aucuns surinterprètent même comme anti-européenne. Dans la préface à la publication de son texte, cependant, le dramaturge prend soin de clarifier que La Mort et l'Écuyer du roi ne représente pas et ne doit pas être comprise comme une dramatisation de la théorie occidentale du « choc des cultures », expression passée dans le vocabulaire courant et sous le prisme de laquelle sa pièce est souvent à tort réduite. En effet, le « choc des cultures » postule en principe que les différences de civilisations et d'identités sont une source irréductible de conflits impossibles à apaiser et qui ne peuvent dégénérer qu'en bras de fer civilisationnel dans nos sociétés modernes, par la guerre et l'annihilation d'un des deux partis, à forces égales. Au contraire, Wole Soyinka réfute un tel fatalisme, ainsi que la relative égalité que suppose cette mise en scène de ces confrontations, qui au contraire relèvent généralement davantage de l'agression que de la concurrence. Il ne suppose pas non plus un universalisme fondamental de toutes les cultures et religions (qu'il ne voit pas comme des blocs monolithiques qui s'opposent, mais comme des structures complexes en perpétuelle évolution, en tension avec elles-mêmes), mais postule plutôt la possibilité de créer des ponts et des moyens de compréhension mutuelle entre les cultures, et de nuancer voire de désarmer les conflits, ou même de se nourrir et d'évoluer grâce à la culture de l'autre, via une pensée syncrétique capable de réduire les antagonismes et de réévaluer les dissemblances, en mettant l'accent sur les ressemblances et les points communs. La Mort est l'Écuyer du roi a ainsi été conçue dans l'idée de construire un tel pont entre les civilisations africaines et européennes.
Wole Soyinka reviendra plus tard dans plusieurs essais, notamment dans The Credo of Being and Nothingness (1991) et Of Africa (2012), sur la consubstantialité de la pensée syncrétique, ouverte sur l'extérieur et porteuse d'analogies, et des spiritualités polythéistes originelles du continent africain, qu'il oppose au mode de pensée tiré des monothéismes, qu'il juge univoques, intolérants et portés sur l'extermination de l'altérité.

### Dissensions d'interprétation politique
Le dramaturge se défendra plus tard d'accusations de certains critiques occidentaux, comme George Moore, qui lui reprochent, par son refus de répudier d'emblée et unilatéralement l'intégralité du passé de la culture yoruba, y compris dans ses aspects les plus problématiques, de « conspirer à la restauration [...] d'une structure politique féodale yoruba dans le Nigéria contemporain ». D'autres, comme James Gibbs, soulignent que dépeindre l'auteur en « réactionnaire au masque radical » qui favoriserait « des valeurs "traditionnelles" statiques » ne peut se faire que par une lecture borgne ou malhonnête de ses textes comme La Mort et l'Écuyer du roi où seules quelques citations de certains personnages seraient décontextualisées et prises au pied de la lettre au détriment de la vision d'ensemble, beaucoup plus complexe et nuancée.
Cela n'empêche pas Biodun Jeyifo, théoricien culturel de proue spécialiste de l'Afrique moderne et professeur de littérature comparée et d'études africaines et afro-américaines à l'université Harvard, de reconnaître toutefois que l'œuvre de Wole Soyinka s'inscrit « dans une tradition post-coloniale nationaliste-masculine hautement genrée ». Néanmoins, il est évident qu'une part non négligeable de La Mort et l'Écuyer du roi, comme nombre des pièces tragiques et satiriques de Wole Soyinka, porte une charge critique réflexive sur sa propre culture, et même toutes les cultures différentes qui l'ont constitué et nourri intellectuellement pendant ses années de formation, au point que, plus universellement et de son propre aveu, toute son œuvre peut être lue comme une déploration de l'éternel « cycle récurrent de la stupidité humaine ».

### Œuvre critique primaire par Wole Soyinka
- (en) The Man Died: Prison notes of Wole Soyinka [« L'Homme est mort : Notes de prison de Wole Soyinka »], Africa Book Centre Ltd, 1972  (ISBN 0901720348 et 978-0901720344)
- (en) « The Fourth Stage » [« Le Quatrième Plan »], 1973, republié en appendice à Myth, Literature and the African World, pp. 140-160
- (en) Myth, Literature and the African World [« Mythe, littérature et le monde africain »], Cambridge, Cambridge University Press, 2000 (1re  éd. 1976), 184 p. (ISBN 0521398347 et 978-0521398343)
- (en) Art, Dialogue, and Outrage: essays on literature and culture [« Art, Dialogue et Scandale : essais sur la littérature et sur la culture »], Ibadan, New Horn Press, juillet 1988, 374 p.  (ISBN 978-9782266187)
- (en) The Credo of Being and Nothingness [« Le Credo de l'Être et du Néant »], Ibadan, Spectrum Books Limited, Sunshine House, Oluyole Estate, 1991, 48 p.  (ISBN 9789782461186)
- (en) The Burden of Memory – The Muse of Forgiveness [« Le Fardeau de la mémoire – La Muse du pardon »], New York, Oxford University Press, 1999, 224 p.  (ISBN 0195134281 et 9780195134285)
- (en) Of Africa [« De l'Afrique »], New Haven, Yale University Press, 2012, 99 p.  (ISBN 0300140460 et 9780300140460)

### Littérature critique secondaire
- (en) Hakeem Bello, The Interpreters: Ritual, Violence, and Social Regeneration in the Writing of Wole Soyinka [« Les Interprètes : Rites, violence et régénération sociale dans l'écriture de Wole Soyinka », Nigéria, Kraft Books, décembre 2014, 178 p.  (ISBN 978-9789181957)
- (en) Harmony Devillard, Eclecticism and Syncretism in Wole Soyinka’s sacrificial tragedies, Paris, Paris-IV Sorbonne (mémoire de master en langues, littératures et civilisations étrangères, spécialité anglais), 2015, 156 p.
- Frantz Fanon, Peau noire, masques blancs, Paris, Points, coll. « Points essais », 2015, (1re  éd. 1952), 224 p.  (ISBN 978-2-7578-4168-6)
- Étienne Galle, Connaître Wole Soyinka, Paris, L'Harmattan, 2018, 171 p.  (ISBN 9782343115122)
- (en) James Gibbs, Wole Soyinka, Londres, Macmillan Publishers Ltd, Higher & Further Education Division, Grome Press Modern Dramatists, janvier 1986, 170 p.  (ISBN 9780394551371)
- (en) Siga Fatima Jagne & Pushpa Naidu Parekh (dir.), Postcolonial African Writers [« Les Écrivains africains post-coloniaux »], Westport, Connecticut, Greenwood Press, 1998, 528 p.  (ISBN 0313290563).
- (en) Biodun Jeyifo (dir.), Perspectives on Wole Soyinka: Freedom and Complexity [« Perspectives sur Wole Soyinka : Liberté et complexité »], Jackson, University Press of Mississippi, mai 2001, 270 p.  (ISBN 1578063353)
- (en) Biodun Jeyifo, Wole Soyinka: Politics, Poetics, and Postcolonialism [« Wole Soyinka : Politique, poétique et post-colonialisme »], Cambridge, Cambridge University Press, Cambridge Studies in African and Caribbean Literature, 2009 (1re  éd. novembre 2003), 360 p.  (ISBN 0521394864 et 978-0521394864)
- (en) Eldred Durosimi Jones, The Writing of Wole Soyinka [« L'Écriture de Wole Soyinka »], Portsmouth, New Hampshire, Heinemann Educational Books Inc., 3e édition révisée, 1988, (1re  éd. 1973), 264 p.  (ISBN 0852555032 et 978-0852555033)
- (en) Ketu H. Katrak, Wole Soyinka and Modern Tragedy: A Study of Dramatic Theory and Practice [« Wole Soyinka et la tragédie moderne : Une étude en théorie et en pratique dramatiques »], Connecticut, Praeger Publishers Inc., Greenwood Press Inc., Wesport, juin 1986, 204 p.  (ISBN 0313240744 et 978-0313240744)
- Lilyan Kesteloot, Anthologie de la littérature négro-africaine : La littérature de 1918 à 1981, Alleur, Marabout, Georges & Co, 1987.
- Lilyan Kesteloot, Histoire de la littérature négro-africaine, Karthala-AUF, Agence Universitaire de la Francophonie, 2004 (1re  éd. 2001), 386 p.  (ISBN 2-84586-112-5 et 978-2845861121)
- (en) Mpalive-Hangson Msiska, Wole Soyinka, Plymouth, Northcote House, Publishers Ltd, Plymbridge House, 1998, 98 p.  (ISBN 0746308116 et 9780746308110)
- (en) Mpalive-Hangson Msiska, Postcolonial Identity in Wole Soyinka [« L'Identité post-coloniale chez Wole Soyinka »], Rodopi B.V., coll. « Cross/Cultures », janvier 2007, 176 p.  (ISBN 9042022582 et 978-9042022584)
- Ngũgĩ wa Thiong'o, Décoloniser l'esprit (trad. et intr. Sylvain Prudhomme), Paris, La Fabrique, 2011, 168 p.  (ISBN 2358720194 et 978-2358720199)

## Adaptation en film
En 2022, l'écrivain nigérian Biyi Bandele adapte la pièce en film, qui est diffusé sur la plateforme de streaming Netflix.